# Осіпов Олександр Кузьмович
Олександр Кузьмович Осіпов (22 серпня 1920, Тюкалінськ, Тюкалінський повіт, Омська губернія, РРФСР — 4 жовтня 2004, Київ, Україна) — радянський і український астроном, доктор фізико-математичних наук, протягом 43 років працював дослідником у Астрономічній обсерваторії КНУ.

## Біографічні відомості
Народився у м. Тюкалінську Омської губернії (нині Омська область). У 1944 р. закінчив фізико-математичний факультет Уральського університету, деякий час працював там на кафедрі астрономії. У 1946 р. переїхав до Києва, де вступив до аспірантури професора А. О. Яковкіна, а пізніше став співробітником Астрономічної обсерваторії Київського університету. Займав посади наукового співробітника, завідувача відділу, вченого секретаря Обсерваторії, з 1957 року — начальника Станції оптичних спостережень штучних супутників Землі № 1023.
Має більш ніж 100 опублікованих наукових праць. Відомий астроном-спостерігач ШСЗ і Місяця, протягом багатьох років беззмінний керівник станції спостережень ШСЗ у Києві, численних експедицій по спостереженням дотичних покриттів зірок Місяцем, організатор, координатор та консультант візуальних і фотоелектричних спостережень покриттів зірок Місяцем. Довгі ряди спостережень ШСЗ, покриттів зірок Місяцем, що виконані безпосередньо О. К. Осіповим та під його керівництвом, відіграли важливу роль у забезпеченні ефемеридної служби ШСЗ, вивченні процесів у верхній атмосфері Землі, уточненні параметрів руху Місяця та визначенні різниці між динамічним і атомним часом.
Визначна роль О. К. Осіпова як вихователя і керівника у процесі привертання студентів Київського університету до регулярних професійних спостережень зоряного неба, залучення їх до наукової роботи.
1997 р. О. К. Осіпов за цикл робіт «Геометричні та оптичні властивості поверхні Місяця» був нагороджений Премією НАН України імені М. П. Барабашова (спільно з В. С. Кислюком та Шкуратовим Ю. Г.).
На честь Олександра Кузьмовича було названо два астероїди — 14335 Алексосіпов та 152217 Акосіпов.